# Vache à viande
 (décembre 2020).
Si vous disposez d'ouvrages ou d'articles de référence ou si vous connaissez des sites web de qualité traitant du thème abordé ici, merci de compléter l'article en donnant les références utiles à sa vérifiabilité et en les liant à la section « Notes et références ».

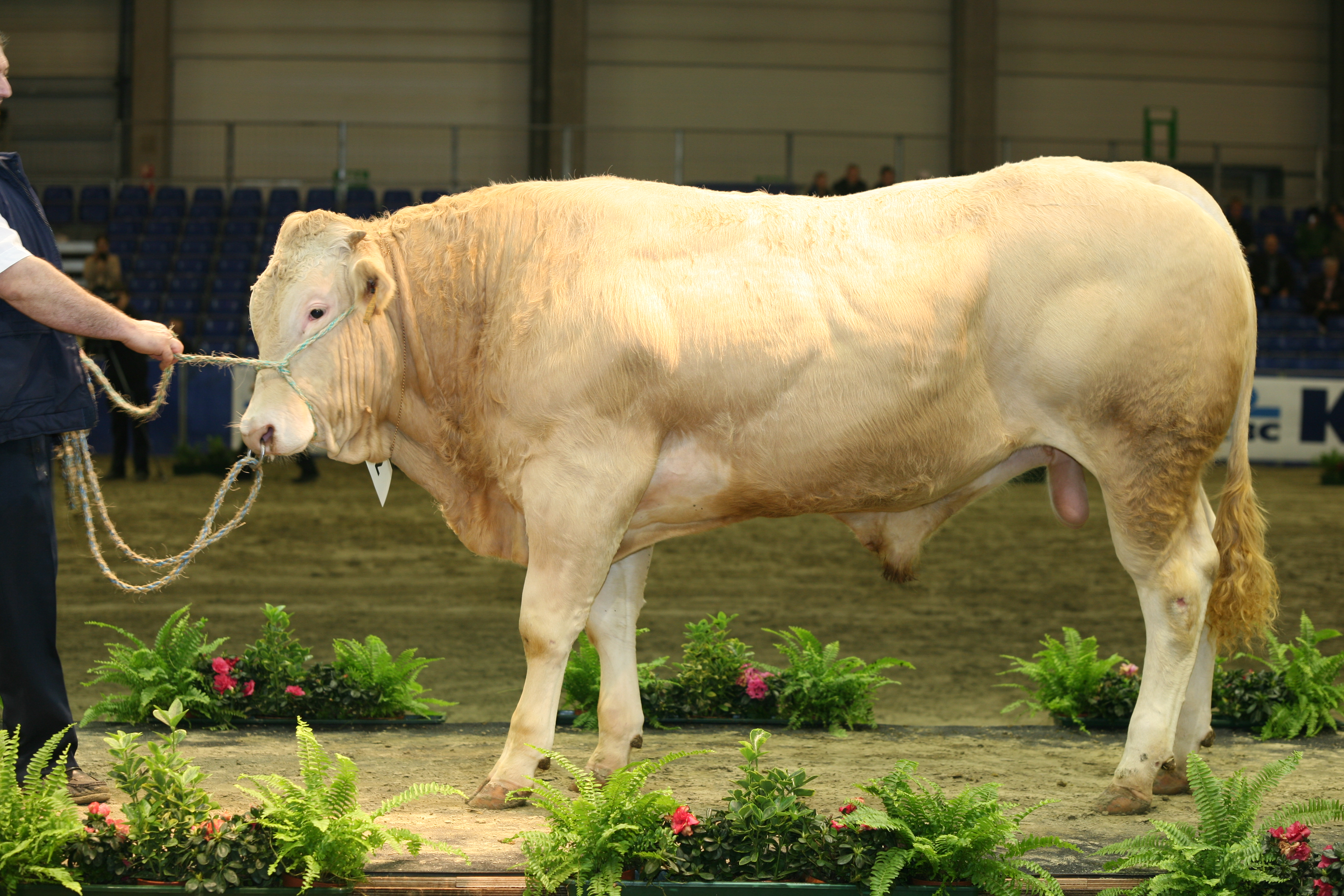
Un jeune taureau de race Blonde d'Aquitaine.

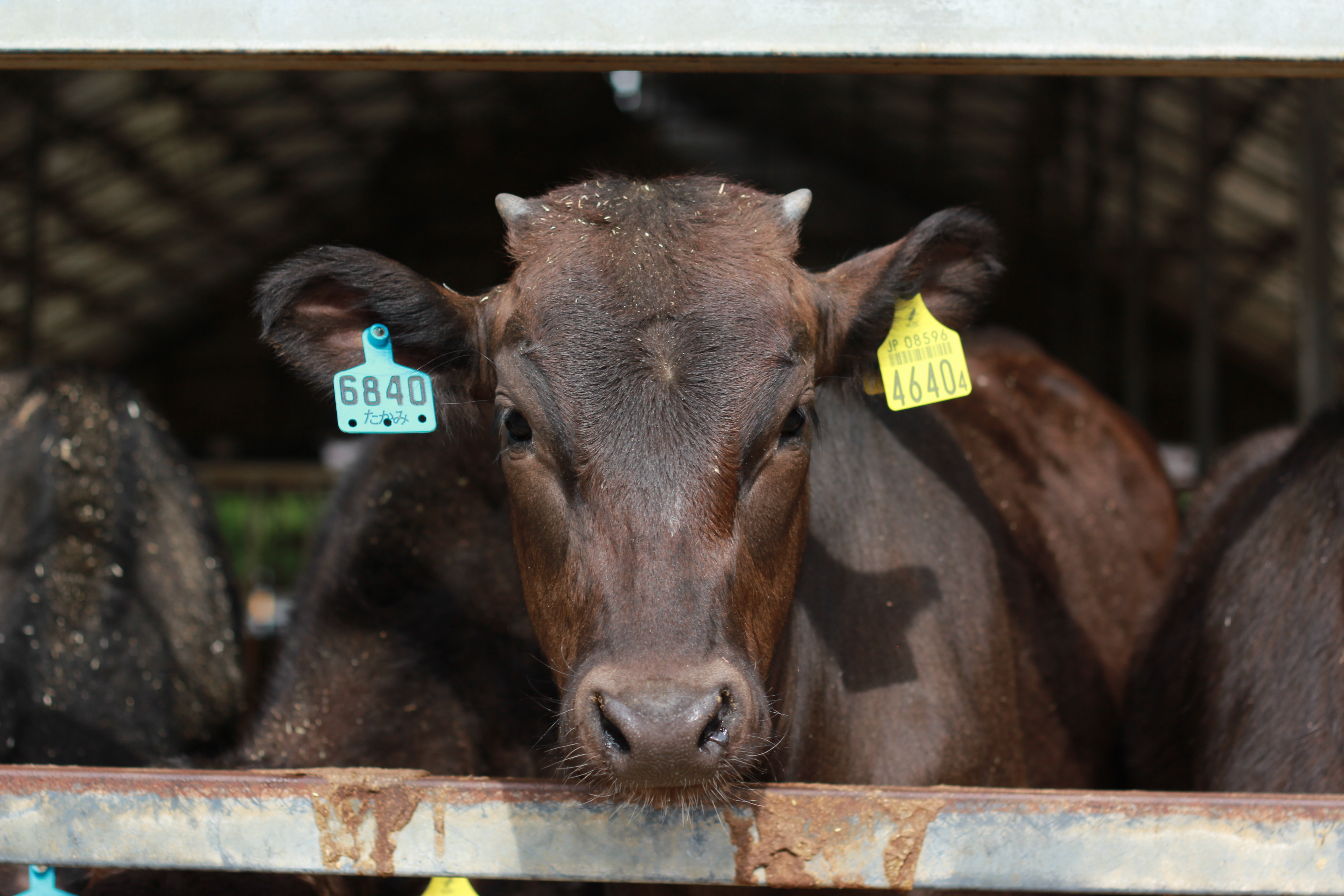
Taureau japonais wagyu dans une ferme au nord de Kobe

Les vaches à viande sont des bovins élevés pour la production de viande, par opposition aux vaches laitières, utilisés pour la production laitière. La viande des bovins matures ou presque matures est surtout connue sous le nom de bœuf. Dans la production de viande bovine, il y a trois étapes principales: les opérations vache-veau, le fond et les opérations en parc d'engraissement . Le cycle de production des animaux commence dans les exploitations vache-veau; cette opération est conçue spécifiquement pour élever des vaches pour leur progéniture. De là, les veaux sont mis en arrière-plan pour un parc d'engraissement . Les animaux élevés spécifiquement pour le parc d'engraissement sont appelés bovins d'engraissement, le but de ces animaux étant d'être engraissés. Les animaux qui ne sont pas élevés pour un parc d'engraissement sont généralement des femelles et sont communément appelées génisses de remplacement. Alors que l'utilisation principale des vaches à viande est la production de viande, d'autres utilisations comprennent l'exploitation du cuir et les sous-produits de bœuf utilisés dans les bonbons, les shampooings, les cosmétiques, l'insuline et les inhalateurs.

## Les différentes races
Il existe différentes races de vache à viande. Les vaches à viandes offrent le fruit de leur histoire : elles se caractérisent par leurs diversités et chacune d’entre elles, par ses qualités gustatives spécifique et ses saveurs authentiques. Il existe 24 races bovines en France dont 11 sont des races à viande
Nous pouvons retrouver : Charolaise, Limousine, Blonde D’Aquitaine, Rouge des Prés, Salers, Gasconne, Aubrac, Parthenaise, Bazadaise, Blanc Bleu et Raço di Biou
Ces races constituent un vrai patrimoine et fait de la France le premier producteur de races à viande en Europe. Les races à viande représentent 60% de la production de viande bovine en France.

Nous pouvons classer ces races par type :
•        Les traditionnelles : nous retrouvons les races telles que la charolaise, la limousine, la Blonde d’aquitaine et rouge des prés pour les principales.
•        Les régionales : Blanc Bleu, Parthenaise, Mirandaise par exemples.
•        Les rustiques : Aubrac, Gasconne, Salers.

## Voir également
- Vache
- Vache laitière
- Viande de boeuf
- Vache allaitante